# ЗТЕ Арена
ЗТЕ Арена — стадіон у місті Залаегерсег, Угорщина. Наразі він використовується переважно для проведення футбольних матчів і є домашнім стадіоном Залаегерсегі TE. Стадіон може вмістити 11 200 осіб.

## Історія
У 2002 році уряд виділив субсидію в розмірі 1,12 млрд форинтів, яка була доповнена муніципальною часткою в розмірі 360 млн форинтів. Таким чином, було реконструйовано не лише три трибуни стадіону, але й збудовано легкоатлетичний манеж та два тренувальні майданчики для гри у футбол стадіону.
26 березня 2017 року відбулося урочисте відкриття оновленого стадіону. Всі трибуни стадіону стали критими. Габор Вег, власник Zalaegerszegi TE, заявив, що після 15 років реконструкція стадіону завершилася. Також повністю відремонтували клубний будинок, магазин ZTE та VIP-сектор.

## Галерея

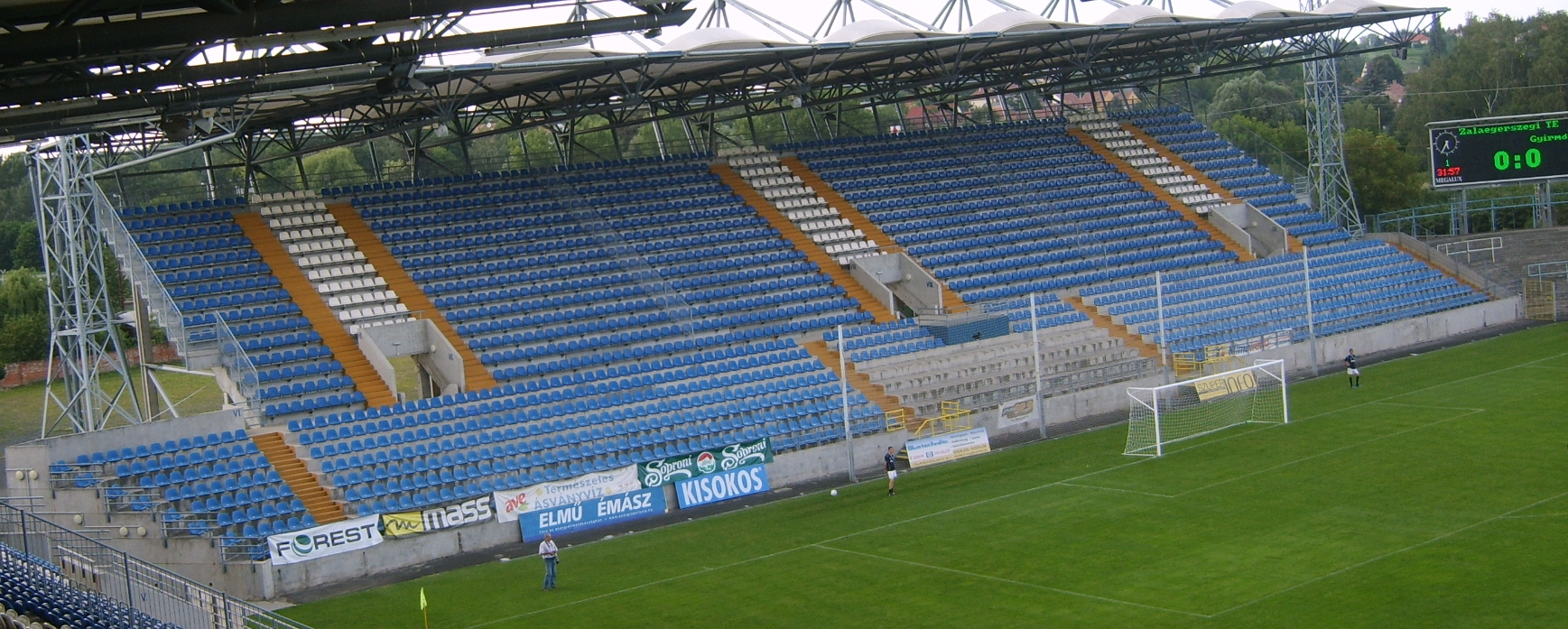
Західна трибуна
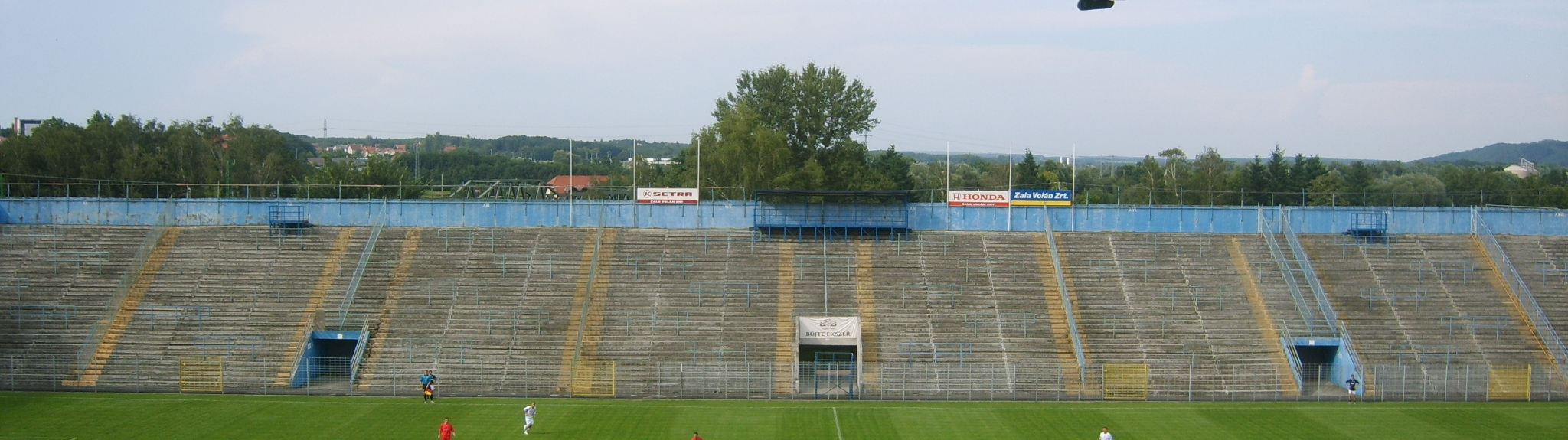
Північна трибуна
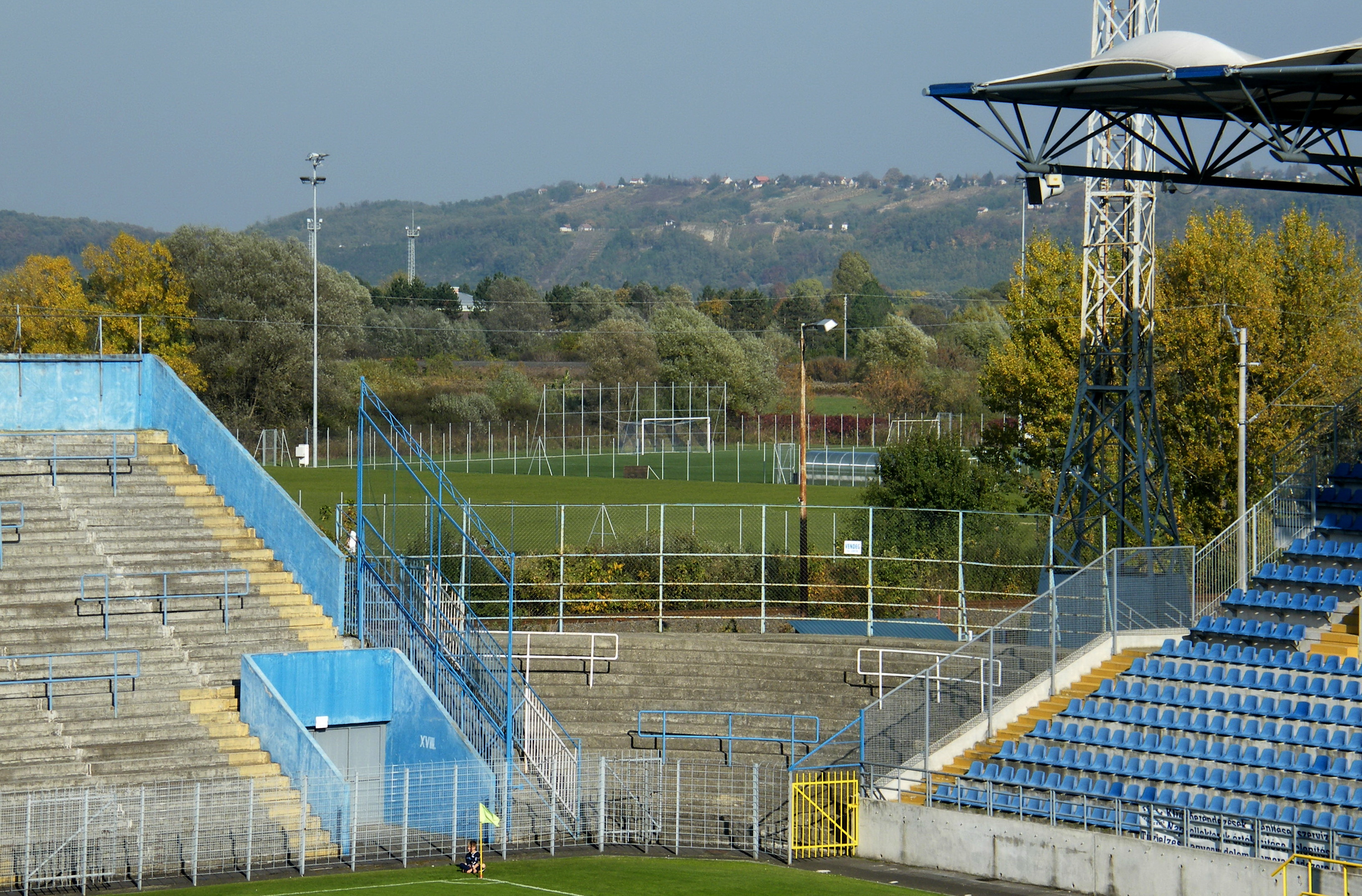
Виїзна трибуна
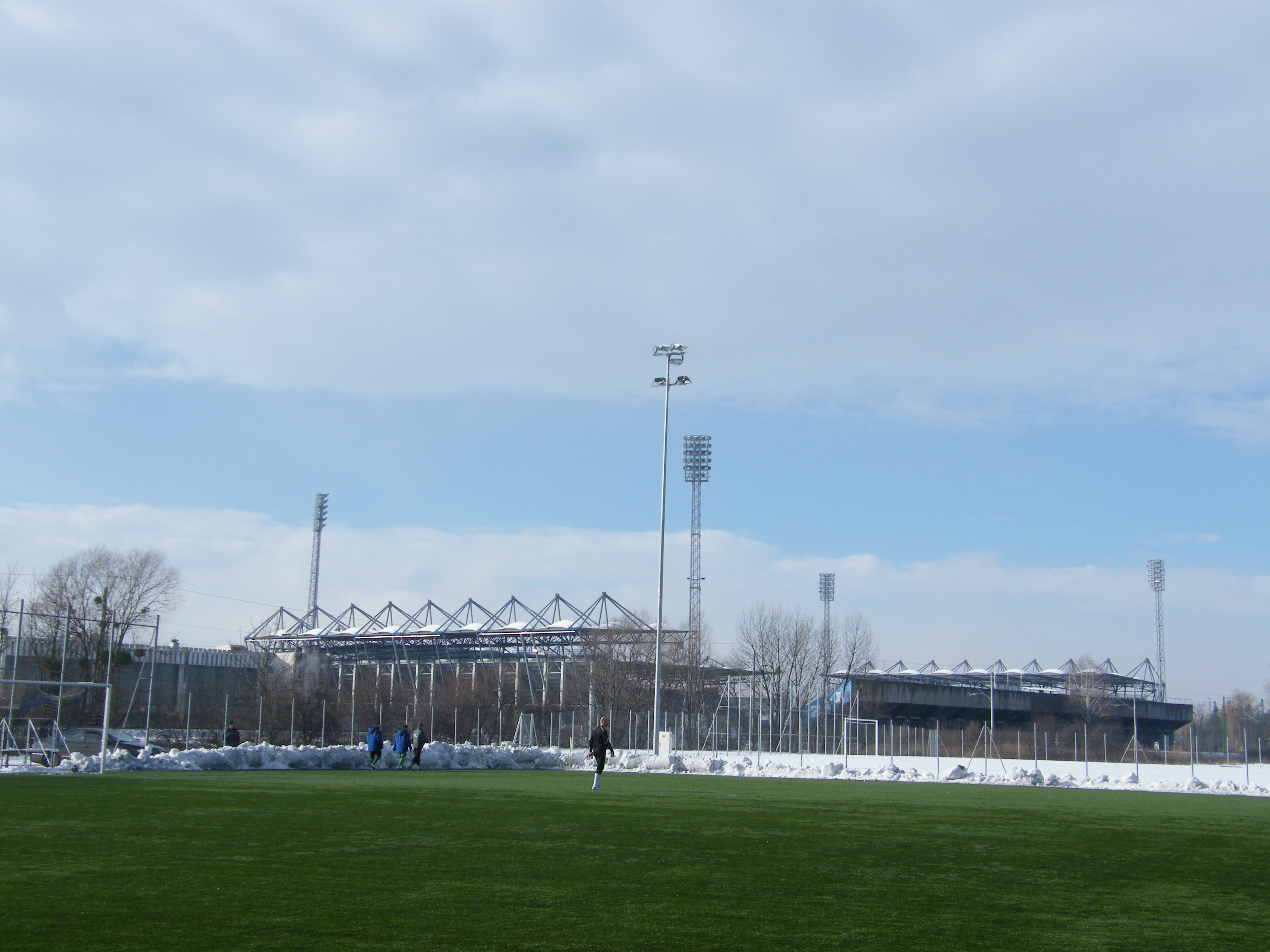
Вид на тренувальне поле
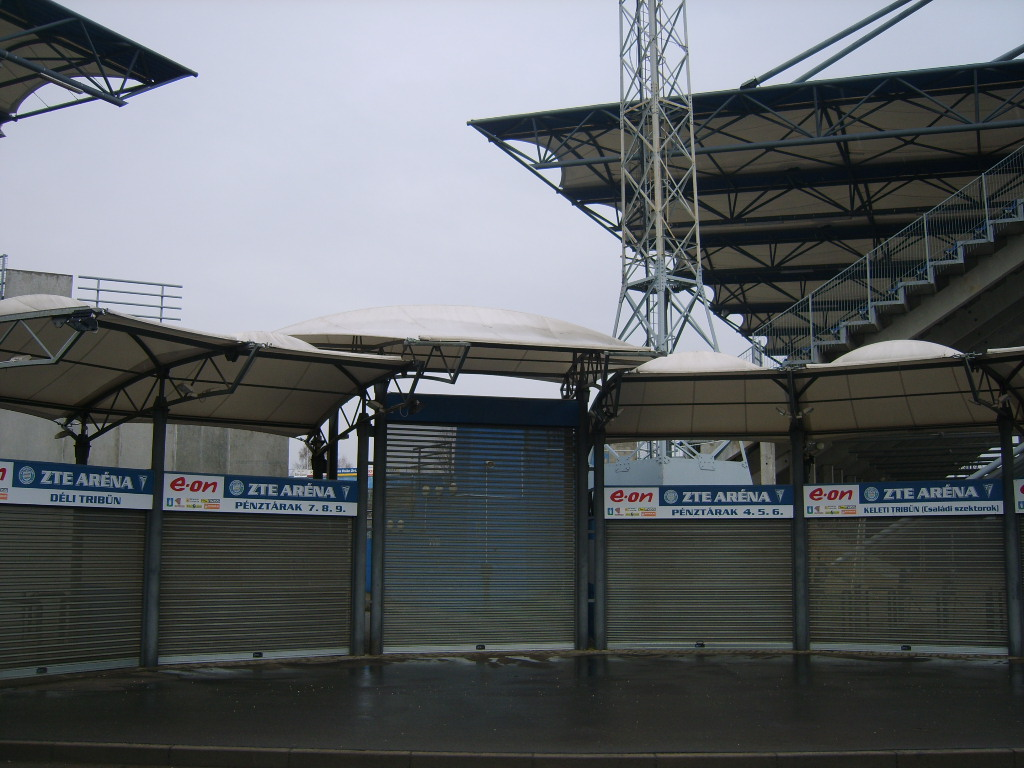
Вхід на арену